# Helicoverpa zea
Conhecida como lagarta-da-espiga-do-milho, Helicoverpa zea é uma mariposa da ordem Lepidoptera, subfamília Heliothiinae, família Noctuidae. É considerada uma das maiores pragas de importância econômica para a agricultura no mundo. No Brasil,  infestações por H. zea são prevalentes e causam expressivos. 

## Biologia Geral
As mariposas medem cerca de 4 cm de envergadura, com as asas anteriores geralmente de cor amarelo-parda e apresentando com uma faixa transversal mais escura, além de manchas escuras dispersas; as asas posteriores são mais claras com uma faixa escurecida nas bordas. São mariposas de hábitos noturnos, mas podem voar a partir do entardecer. Os adultos vivem em torno de 10 a 15 dias alimentando-se de néctar, em que cada fêmea pode ovipositar mais de 1.000 ovos ao longo de 7 dias reprodutivos. No caso do milharal, as mariposas colocam seus ovos sobre os "cabelos" do milho, individualmente, em torno de 13 até 16 por espiga, sendo assim consideradas como pragas importantes da fase reprodutiva do milho. Podem também, no entanto, acabar por pôr ovos sobre plantas jovens, sobre as folhas.
O ciclo de vida total leva 40-45 dias. Os ovos novos são esféricos, esverdeados ou amarelados e com saliências laterais, com cerca de 1 mm de diâmetro, e escurecem ao estarem perto de eclodir (depois de 3-4 dias). As lagartas jovens comem o estilo-estigma (os "cabelos") e os grãos em formação. Estes insetos passam normalmente por seis ínstares larvais ao longo de uns 18-22 dias. As lagartas sempre apresentam quatro pares de pernas abdominais. Lagartas maduras medem 35-40 mm, e têm coloração variável desde o verde-claro, rosa, marrom até quase preta, mas sempre com faixas longitudinais alternadas ao longo do corpo e a cabeça sendo alaranjada ou marrom-clara. Como característica distinta, seu corpo é coberto com inúmeros pequenos espinhos, visíveis com lupa. Suas pupas são marrom escuro brilhante e medem cerca de 20 mm. 

## Importância econômica
Além do milho (Zea mais), estas lagartas foram descritas de atacarem muitas outras variedades agrícolas, tais como como o alface (Lactuca sativa), a alfafa (Medicago sativa), o alho (Allium sativum), o amendoim (Arachis hypogaea), a couve (Brassica oleracea), a cebola (Allium cepa), a ervilha (Pisum sativum), o feijão (Phaseolus vulgaris), a melancia (Citrullus lanatus), o melão (Cucumis melo), o pepino (Cucumis sativus), a soja (Glycine maxi), o tomate (Solanum lycopersicum), o trigo (Triticum aestivum), o algodão (Gossypium hirsutum), o sorgo (Sorghum bicolor), o fumo (Nicotiana tabacum), a couve-flor (Brassica oleracea var. Botrytis), o brócolis (Brassica oleracea var. capitata) e o morango (Fragaria ananassa).
Esta espécie é bem distribuída no Novo Mundo, sendo prevalente nas Américas; mas há registros de infestações em partes da Ásia. Acredita-se que a espécie seja nativa do México, sendo bem adaptada a atacar a cultura do milho. São conhecidas como praga no Brasil há muitas décadas.
Os danos causados incluem má formação e destruição das espigas, abrindo orifícios que favorecem o surgimento de doenças como a podridão. Também ocasionam danos na coroa da planta e nervura central, e destroem flores. Por vezes, atacam e inviabilizam mudas. 

## Controle
Infestações de H. zea são usualmente combatidas com monitoramento (usando armadilhas luminosas e de feromônio) do nível de dano e prevalência para determinar o momento de aplicar inseticidas (controle químico). No entanto, o controle químico é difícil, pois as mariposas botam seus ovos bem escondidos e as lagartas penetram dentro da espiga, logo é preciso aplicar rapidamente na detecção da praga e penetrar a cabeleira das espigas no sentido de atingir as lagartinhas ainda jovens, expostas. De forma mais integrada, também tem sido usado o controle biológico, que se apropria de inimigos naturais da praga para mitigar o aparecimento de linhagens resistentes a inseticidas. São tidos como principais inimigos naturais úteis ao combate desta praga a tesourinha predadora Dermaptera Doru luteipes (que come os ovos e pequenas lagartas e as vespinhas do gênero Trichogramma que parasitam os ovos. Outros parasitoides como Cotesia spp. e Microplitis croceipes (Hymenoptera: Braconidae) revelaram-se pouco eficazes no campo. O uso de nematóides e fungos também é bem estudado.